# Pseuderanthemum dispermum
Espèce
Pseuderanthemum dispermum Milne-Redh. est une espèce de plantes à fleurs de la famille des Acanthaceae et du genre Pseuderanthemum. C'est une plante herbacée présente en Afrique tropicale.

## Description
C'est une herbe robuste pouvant atteindre 80 cm de hauteur.

## Distribution
Assez rare, elle est présente au Cameroun dans la Région du Sud-Ouest et celle du Sud, également au sud-est du Nigeria, dans l'État de Cross River.